# Piberbach
Piberbach är en ort och kommun  i Österrike. Den ligger i distriktet Linz-Land i förbundslandet Oberösterreich, 160 kilometer väster om huvudstaden Wien. 
Kommunen består av sex orter (Ortschaften) (inom parentes invånarantal 1 januari 2024):
- Brandstatt (163)
- Pellndorf (70)
- Piberbach (947)
- Siedlung (90)
- Weifersdorf (543)
- Winden (234)